# Apple Valley, Kalifornien
Apple Valley är en stad i södra Kalifornien, USA. Stadens invånarantal är 61 700 (2004).